# Villa Zillerstraße 11 (Radebeul)
Die Villa in der Zillerstraße 11 liegt im Stadtteil Niederlößnitz der sächsischen Stadt Radebeul. Sie wurde 1876 durch die Gebrüder Ziller errichtet.

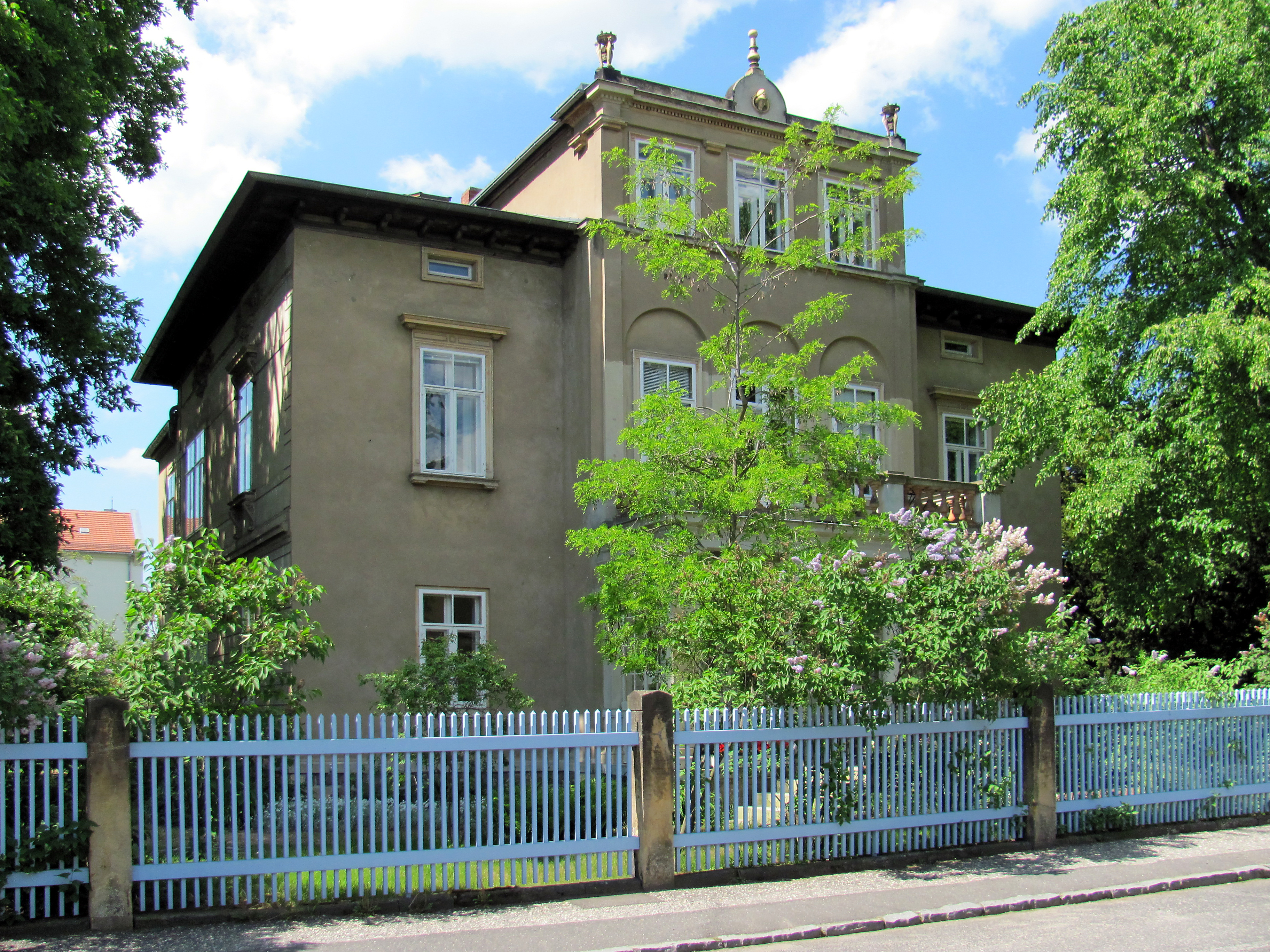
Villa Zillerstraße 11

## Beschreibung
Die zweigeschossige, mitsamt Einfriedung unter Denkmalschutz stehende Villa ist ein Putzbau mit einem Kniestock sowie einem flachen Walmdach, der angebaute Wirtschaftsflügel ist etwas niedriger. In der traufständigen Straßenansicht befindet sich ein Mittelrisalit mit einer Attika. Vor dem Risaliten befindet sich eine Terrasse mit einem pfeiler- und säulengestützten Söller mit einer Balustrade.
In der rechten Seitenansicht befindet sich ein Eingangsvorbau, dahinter steht ein nachträglich angebautes Treppenhaus mit einer Wendeltreppe.
Durch die Reduzierung der Putzgliederung blieb die ursprüngliche Fassadengestaltung nur in den beiden Seitenansichten erhalten.

## Geschichte
1876 entwarf der Serkowitzer Baumeister Moritz Ziller diese Einfamilien-Villa und errichtete sie auf eigene Kosten mit seiner Baufirma Gebrüder Ziller. 1886 wurde sie verkauft.
1895 wohnte dort der Generalmajor a. D. Freiherr Oswald von Coburg (1822–1904).
1904 erfolgte ein Umbau auf zwei Wohnungen, dazu ließ der Besitzer Wilhelm Reineck hinter dem Eingangsvorbau durch den Architekten Paul Ziller ein Treppenhaus anbauen.
Im Jahr 1937 wohnte dort der Musikwissenschaftler und Bibliothekar Ewald Jammers, als sein Sohn Antonius Jammers geboren wurde.
Ebenfalls 1937 erfolgte durch die Baufirma Hörnig & Barth der Anbau eines zweigeschossigen Wirtschaftsflügels auf der Rückseite. 1960 wurde die Putzgliederung vereinfacht.

## Ähnliche Gebäude
- Villa Zillerstraße 3